# Santa Iria da Ribeira de Santarém
Santa Iria da Ribeira de Santarém era una freguesia portuguesa del municipio de Santarém, distrito de Santarém.

## Historia
Fue suprimida el 28 de enero de 2013, en aplicación de una resolución de la Asamblea de la República portuguesa promulgada el 16 de enero de 2013 al unirse con las freguesias de Marvila, São Nicolau y São Salvador, formando la nueva freguesia de Cidade de Santarém.